# マヘ・ヴァイラヌ
マヘ・ヴァイラヌ（Mahe Vailanu、 1997年1月7日 - ）は、トンガ出身でオーストラリア国籍を持つラグビーユニオン選手。ジャパンラグビーリーグワンの清水建設江東ブルーシャークスに所属している。

## 経歴
トンガのトンガタプ島生まれ。
2017年、オーストラリアのメルボルン・ライジングでプロ選手キャリアをスタートした。
2018年、NSWカントリー・イーグルスに移り、スーパーラグビーのレベルズとしても出場した。
ジャパンラグビートップリーグ2018-19シーズンでは、パナソニックワイルドナイツに在籍。
2021年から2022年にかけて、アメリカ合衆国ロサンゼルスのLAギルティニスに在籍。
2022年から、スーパーラグビーのワラターズに所属。
2025年6月、ジャパンラグビーリーグワンの清水建設江東ブルーシャークスに加入した。